# 中华天窗䗩
中华天窗䗩（学名：Puncturella sinensis）是裂螺科天窗䗩屬的一种。其种加词“sinensis”意为“中华的”。

## 分佈
本物種見於中国大陆遼寧、山東兩省的黃渤海水域，常栖息在潮下带水深50-150米。